# Кори (Лацио)
Кори (итал. Cori) — коммуна в Италии, располагается в регионе Лацио, в провинции Латина.
Население составляет 11 136 человек (2008 г.), плотность населения составляет 129 чел./км². Занимает площадь 86 км². Почтовый индекс — 4010. Телефонный код — 06.
Покровительницей коммуны почитается Пресвятая Богородица (Богоматерь Спасения, Madonna del Soccorso), празднование во второе воскресение мая.

## Демография
Динамика населения:

## Администрация коммуны
- Официальный сайт: http://www.comune.cori.lt.it/